# Tiberio Tinelli
Tiberio Tinelli (Venecia, 1586-Venecia, 22 de mayo de 1638) fue un pintor italiano, activo durante el primer Barroco.

## Biografía

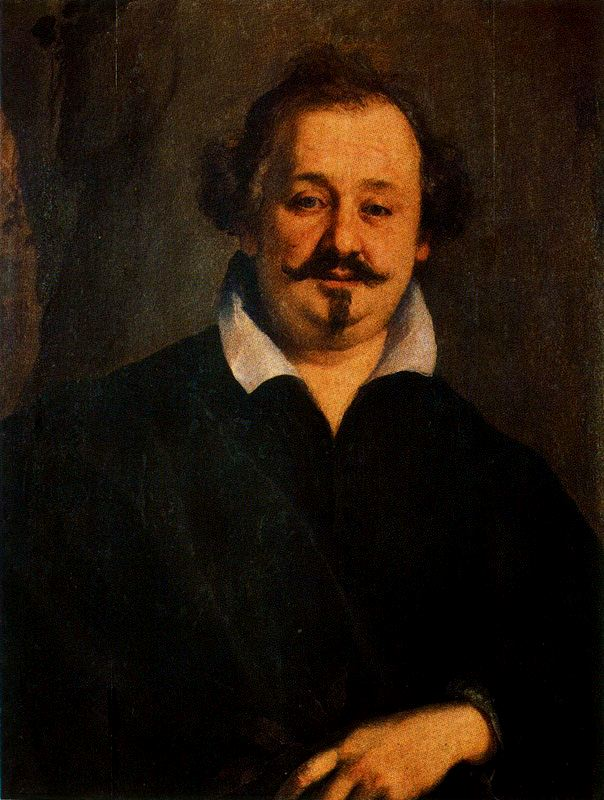
Retrato del poeta Giulio Strozzi, Uffizi.

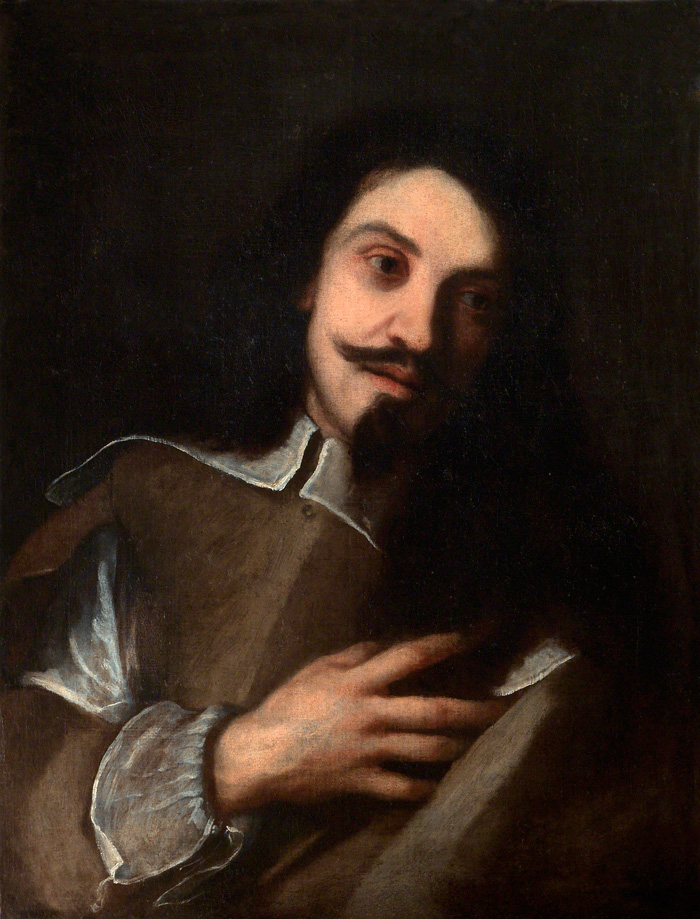
Retrato del pintor Karel Škréta, Nàrodní Galerie, Praga.

Tinelli es uno de los más importantes retratistas italianos de su época, admirado en sumo grado por sus coetáneos. Ridolfi describe su vasta obra, aunque pocos trabajos han podido ser autentificados como de su mano.

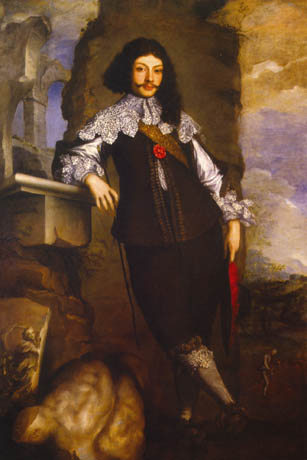
Retrato de Ludovico Windmann, National Gallery of Art, Washington

Fue alumno de Giovanni Contarini y Leandro Bassano. Estos maestros, junto a los manieristas tardíos fueron su primera influencia como artista. Posteriormente se acercó a un tipo de retrato más introspectivo, al estilo de Anton Van Dyck, Simon Vouet o Nicolas Régnier, todos ellos activos en Italia hacia 1622-1625.
Tiberio se desposó con Giovanna Garzoni, también pintora, especializada en miniaturas y naturalezas muertas. Sin embargo, el voto de castidad de la mujer arruinó el matrimonio a los dos años. El pintor se vio envuelto en una demanda de los padres de la muchacha, que le acusaron de intentar romper el voto mediante artes mágicas. El caso concluyó con la huida de Giovanna a Nápoles junto a su hermano.
Su fama llegó hasta el punto de ser nombrado Caballero de la Orden de Saint-Michel por el rey Luis XIII de Francia (1633). Sin embargo, los honores no impidieron que Tinelli se diera muerte a su mismo debido a una honda depresión, poco después de regresar de una estancia en Mantua.

## Obras destacadas
- Retrato del poeta Giulio Strozzi (Uffizi, Florencia)
- Retrato de Ludovico Windmann (1637, National Gallery of Art, Washington)
- Retrato de Emilia Papafava Borromeo (Museo Civico, Padua)
- Retrato de Francesco Querini (1615, Hood Museum of Art)
- Retrato del pintor Karel Škréta (Nàrodní Galerie, Praga)
- Retrato de hombre (Uffizi, Corredor Vasariano, Florencia)
- Retrato de hombre (miniatura, Uffizi)
- Retrato de juristas (1631, Palazzo Ducale, Venecia)
- Retrato de Luigi Molin (Gallerie dell'Accademia, Venecia)